# 托德·海斯
托德·海斯（英語：Todd Hays，1969年5月21日—），美国男子雪车运动员。他曾代表美国参加2002年和2006年冬季奥林匹克运动会雪车比赛，其中2002年冬季奥运会获得一枚银牌。